# San Quintino (Francia)
San Quintino (in francese Saint-Quentin, in piccardo Saint-Kintin) è un comune francese di 57 605 abitanti situato nel dipartimento dell'Aisne della regione dell'Alta Francia.

## Storia
Nel primo secolo d.C., i Romani fondarono la città col nome Augusta Verumanduorum da cui derivò il termine Vermandois, una vasta contea di cui la città di San Quintino fu capitale, inizialmente autonoma ma che fu poi annessa ai domini regi alla fine del XII secolo quando i conti di Vermandois si estinsero.
Nell'859 le truppe del re di Francia Carlo il Calvo fermarono e misero in fuga Ludovico il Germanico, che cercava di invadere ed occupare le terre del regno di Francia.
Nel 1557 fu teatro della battaglia di San Quintino, che pose di fatto termine al periodo delle guerre d'Italia del XVI secolo.
Il  26 agosto 1914 avvenne la battaglia di San Quintino, conosciuta anche come prima battaglia di Guise, che vide combattere l'esercito anglo-francese,impegnato nelle operazioni di ritirata delle prime fasi della prima guerra mondiale sul fronte occidentale, l'esercito imperiale tedesco. I protagonisti di questa vicenda furono 

## Monumenti e luoghi d'interesse

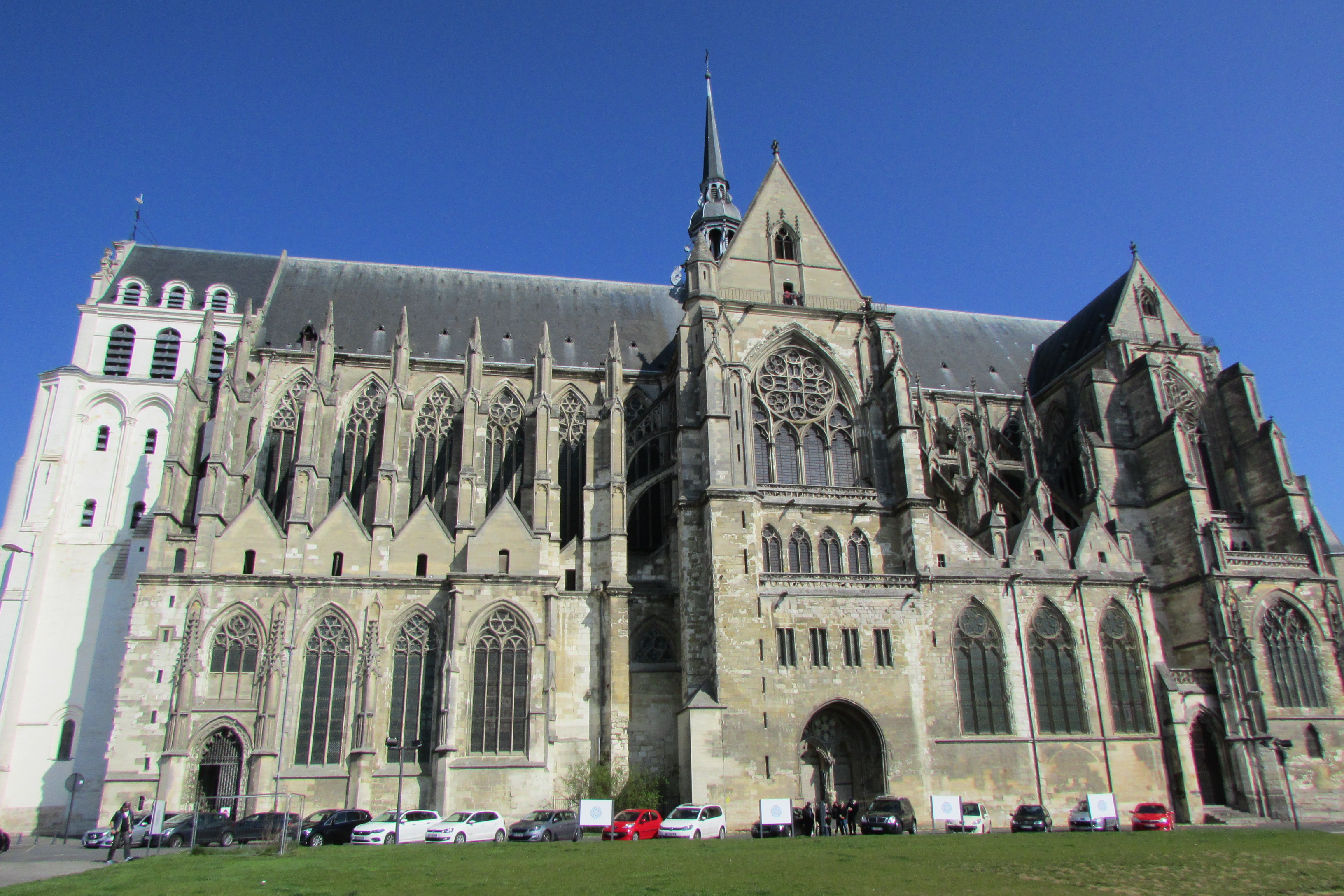
La Basilica di San Quintino
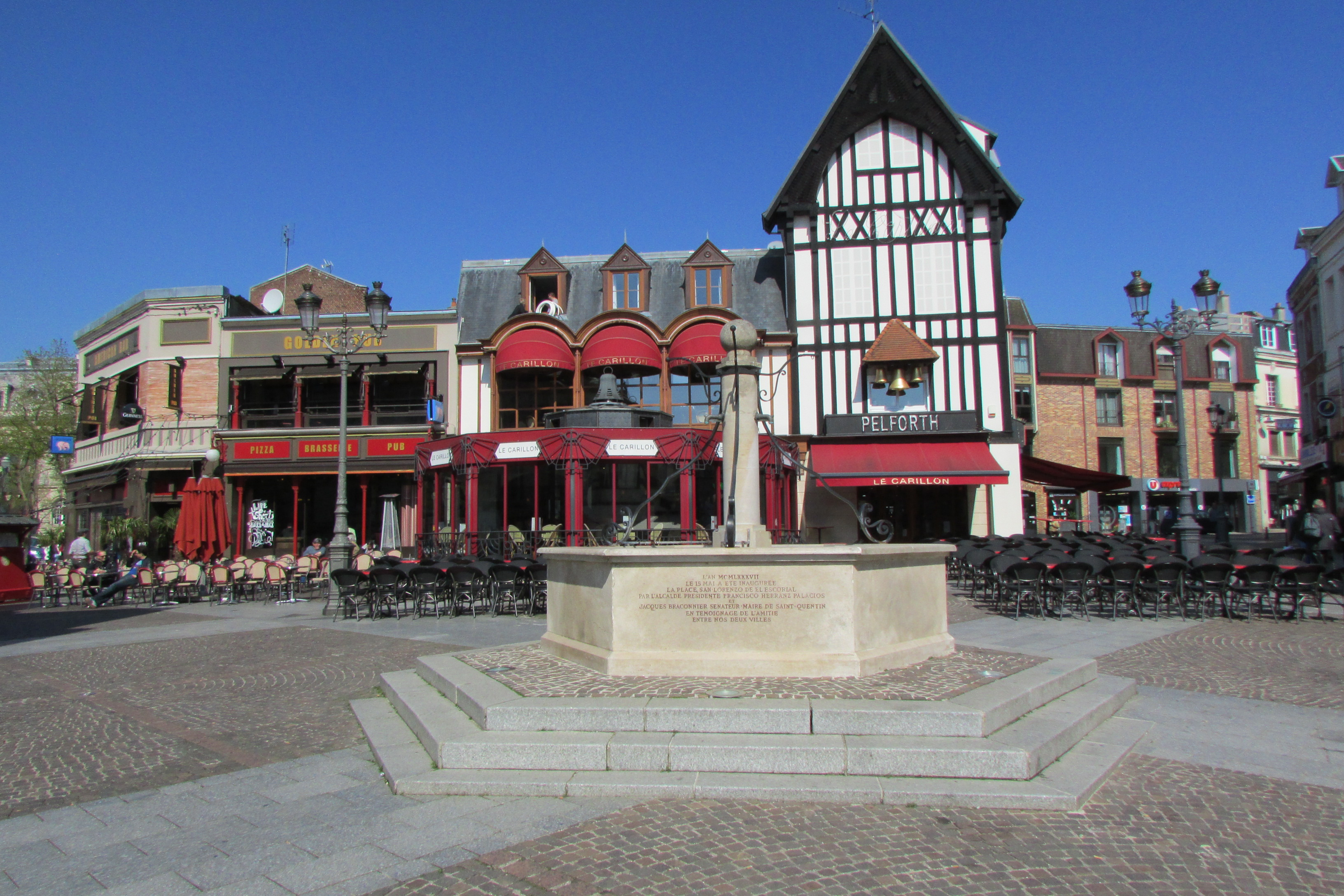
Piazza San Lorenzo
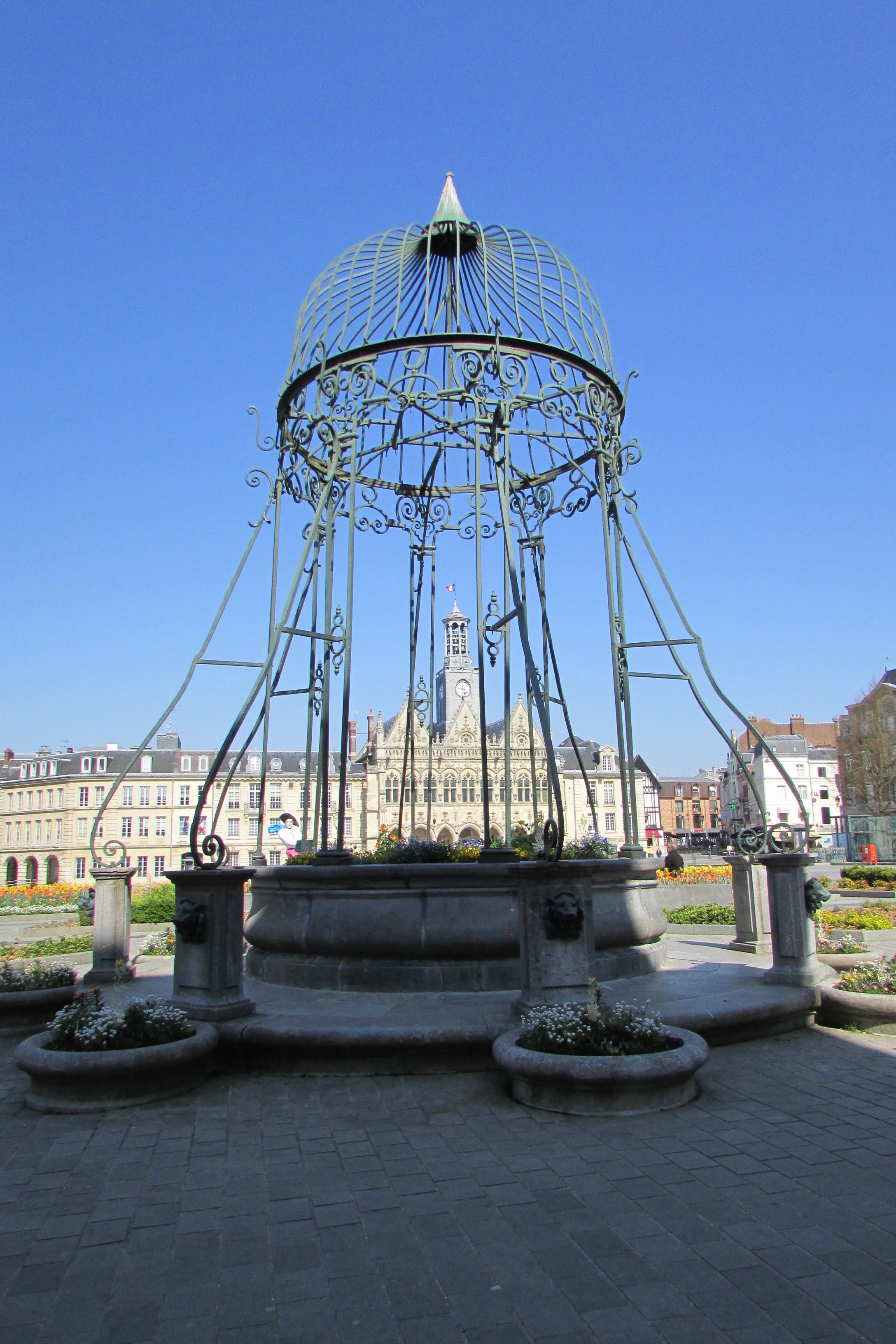
L'antico pozzo
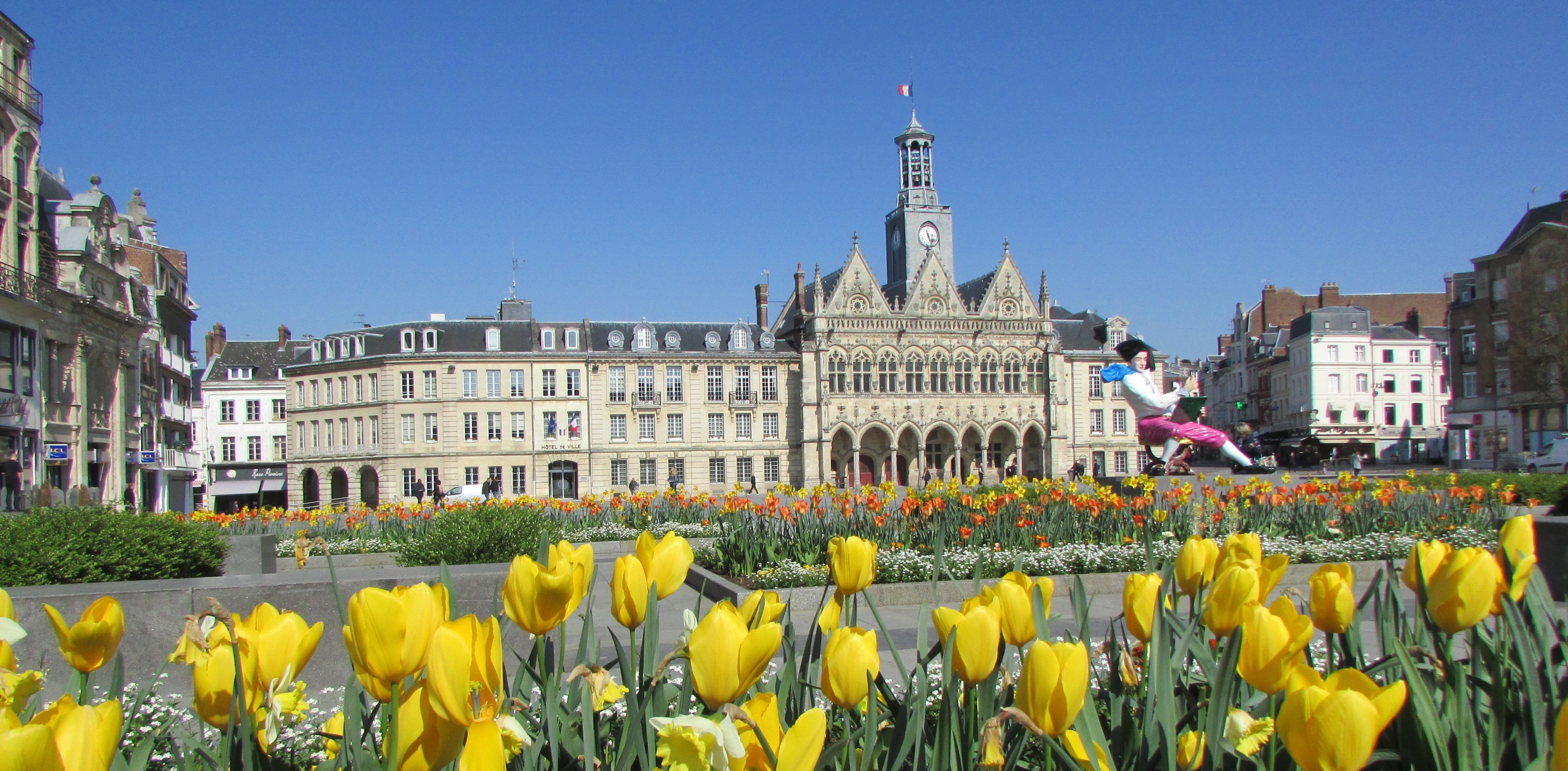
La piazza del Municipio

## Società

### Evoluzione demografica
Abitanti censiti

## Amministrazione

### Gemellaggi
- Kaiserslautern, dal 1967
- San Lorenzo de El Escorial, dal 1987
- Rotherham, dal 1990